# Agrostis exserta
Agrostis exserta är en gräsart som beskrevs av Jason Richard Swallen. Agrostis exserta ingår i släktet ven, och familjen gräs.
Artens utbredningsområde är Guatemala. Inga underarter finns listade i Catalogue of Life.